# 李迅 (1916年)
李迅（1916年6月—2006年4月28日），原名李焕彩，男，直隶（今河北）藁城人，中国人民解放军大校。

## 生平
李迅是直隶藁城县（今河北省藁城市）李姚村人。1941年1月加入中国共产党。抗日战争时期，1938年5月参加冀察游击队，后任冀察游击队第五团团部书记，政治处主任，129师平汉抗日游击纵队第一团政治处主任，第一二九师新编第十旅政治部宣传科科长。参加了百团大战。第二次国共内战期间，任晋冀鲁豫军区太行军区第二军分区政治部副主任，主任，太行军区独立第一旅政治委员等职。
中华人民共和国成立后，1953年至1964年4月，曾任昆明步兵学校（现中国人民解放军陆军边海防学院）政委。1964年4月，任昆明军区政治部副主任。1955年授大校军衔。2006年4月28日在昆明逝世。